# Ramiz Kovaçi
Ramiz Kovaçi (ur. 22 marca 1931 w Krui, zm. 1994 w Izmirze) – albański śpiewak, baryton.

## Życiorys
Syn Jahji Kovaçiego. Przez dwa lata uczył się w szkole technicznej Harry'ego Fultza w Tiranie, śpiewając w szkolnym chórze. W czasie wakacji letnich pracował w jednym z hoteli w Durrësie, w którym także grał i śpiewał dla gości. Jego talent docenił lekarz z Tirany Hamdi Sulçebe, który zabrał Ramiza na przesłuchanie do liceum artystycznego Jordan Misja w Tiranie. Został przyjęty do szkoły i uczył się sztuki wokalnej w klasie Mihala Ciko. Naukę kontynuował w latach 1953-1958 w konserwatorium w Sofii (klasa prof. Brembarowa). Specjalizację w zakresie śpiewu operowego odbył w rzymskiej Akademii Santa Cecilia. Po powrocie został pierwszym solistą Teatru Opery i Baletu. Należał do grona założycieli Instytutu Sztuk w Tiranie.
W 1968 zwyciężył w szóstej edycji Festivali i Këngës. Zwycięstwo przyniósł mu utwór Shqiponje e lire, zaśpiewany w duecie z Vaçe Zelą. Pod koniec życia występował w operze w Izmirze. Przez władze Albanii wyróżniony tytułem Artysty Ludu (Artist i Popullit). Odznaczony Orderem Naima Frashëriego I klasy i Orderem Nderi i Kombit (Honor Narodu).

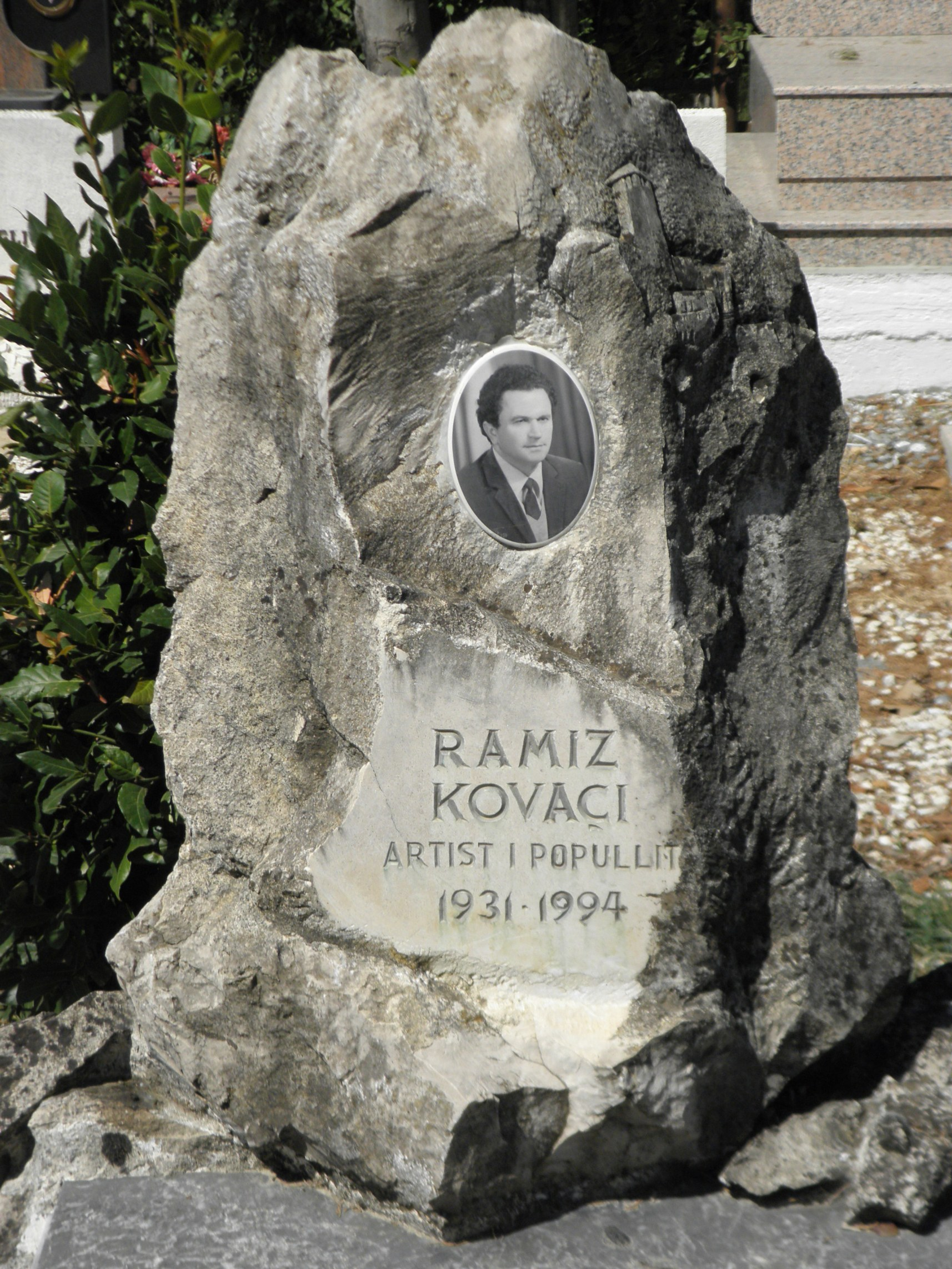
Grób Ramiza Kovaçiego na cmentarzu Sharre

Zmarł w 1994. Został pochowany na cmentarzu Sharre w Tiranie.